# イラクリオン国際空港
イラクリオン国際空港（イラクリオンこくさいくうこう、英: Heraklion International Airport、希: Διεθνής Αερολιμένας Ηρακλείου）はギリシャ共和国クレタ島イラクリオン県イラクリオンにある国際空港で、ギリシャ国内ではアテネ国際空港に次いで2番目に利用客の多い空港である。また、イラクリオン出身の作家・哲学者の名からニコス・カザンザキス空港（英: Nikos Kazantzakis Airport、希: Νίκος Καζαντζάκης Αερολιμένας）とも呼ばれる。

## 歴史
空港は1939年3月に開港し、Ju 52が最初の乗客を運んだ。空港はターミナルもなく、平らな農地に作られた簡易的な飛行場という状態であった。その後第二次世界大戦中に空港は一旦閉鎖されたが1946年の秋には発着が再開されDC-3が発着するようになった。
1947年に最初の小さなターミナルが建設され、翌1948年にヘレニック航空の商業便の運航が開始された。1953年には長さ1,850 mの舗装された09/27滑走路が建設された。翌1954年には4発機のDC-4が初めて空港に着陸し、同年の利用客数は18,000人となった。1957年以降オリンピック航空が空港に就航し、DC-6によるサービスを開始した。
1968年から1971年までに滑走路は2,680 mに拡張され、更に新しいターミナルやその他の施設が建設され本質的に新しい空港となった。1971年3月18日、開港以来初の海外からのチャーター便（ブリティッシュ・エアウェイズ）が就航した。新しい空港自体は1972年5月5日に正式に発足した。

## ターミナル拡張
最新の空港拡張プロジェクトは、2017年10月に開始された。このプロジェクトにはギリシャ政府からの資金は投入されず、インフラ運輸省とギリシャ水道省との合意の下Duty Free Shops SAが全額出資する。プロジェクトには以下の項目が含まれている：
- 地面と空港の1階のレイアウトの再設計
- ターミナルを2,900 m2拡張、エアサイドまで17 m延長
- 既存ターミナルの8,000 m2を改修
- 到着ゲート、出発ゲートの増設
- 到着ホールの統合
- 電子発券の操作改善
- 動画広告システムのアップグレード
- 到着ホールの空調の近代化（予算700.000ユーロ）

プロジェクトは2017年10月に始まり2018年3月30日に終了した。
その他の改修
| 年              | 内容                                       |
| --------------- | ------------------------------------------ |
| 1973年 - 1975年 | 航空機格納庫およびサービス道路建設         |
| 1988年          | 国際線発着ラウンジ新設 (900 m2)            |
| 1992年          | 国際線新到着ラウンジ完成                   |
| 1994年          | 国際線新出発ラウンジ完成 (2,000 m2)        |
| 1996年          | 11,700 m2の空港拡張終了                    |
| 1997年          | 国際線新出発ラウンジ完成 (5,000 m2)        |
| 2005年          | 18,985 m2の空港拡張終了                    |
| 2018年          | ターミナル2,900 m2拡張ならびに8,000 m2改修 |

## 就航路線
| 航空会社                                     | 就航地 |
| -------------------------------------------- | --- |
| エーゲ航空 (AEE)                             | アテネ、テッサロニキ 季節運航：ベイルート、ボルドー、ブレスト、ドーヴィル、デュッセルドルフ、フランクフルト、ラルナカ、リヨン、マルセイユ、メス/ナンシー、ミュンヘン、ナント、パリ/シャルル・ド・ゴール、シュトゥットガルト、トゥールーズ、チューリッヒ、エレバン 季節運航・チャーター便：キエフ/ボルィースピリ、ライプツィヒ/ハレ、トビリシ                                                        |
| アエロフロート・ロシア航空 (AFL)             | 季節運航：モスクワ/シェレメーチエヴォ |
| エールフランス (AFR)                         | 季節運航：パリ/シャルル・ド・ゴール (2019年7月17日運航開始) |
| エア・メディテレーニアン (MAR)               | 季節運航・チャーター便：グダニスク、カトヴィツェ、ヴロツワフ |
| モルドバ航空 (MLD)                           | 季節運航・チャーター便：キシナウ |
| エア・バルティック (BTI)                     | 季節運航・チャーター便：リガ |
| アリタリア-イタリア航空 (AZA)                | 季節運航：ローマ/フィウミチーノ |
| アルメニア・エアカンパニー (NGT)             | 季節運航：エレバン |
| ASL航空フランス (FPO)                        | 季節運航・チャーター便：リヨン、マンチェスター |
| アストラ航空 (AZI)                           | テッサロニキ |
| オーストリア航空 (AUA)                       | 季節運航：ウィーン 季節運航・チャーター便：グラーツ、リンツ、ザルツブルク |
| アバイオレット (ASL)                         | 季節運航・チャーター便：ベオグラード |
| ブルー・エクスプレス (BPA)                   | 季節運航：ベルガモ、ローマ/フィウミチーノ |
| ブルーバード航空 (BBG)                       | 季節運航：テルアビブ/ベン・グリオン |
| ブリティッシュ・エアウェイズ (BAW)           | 季節運航：ロンドン/ガトウィック |
| ブリュッセル航空 (BEL)                       | 季節運航：ブリュッセル |
| ブルガリア航空 (LZB)                         | 季節運航・チャーター便：ソフィア |
| チェアー航空 (GSW)                           | 季節運航：チューリッヒ |
| コンドル航空 (CFG)                           | 季節運航：デュッセルドルフ、フランクフルト、ハンブルク、ハノーファー、ライプツィヒ/ハレ、ミュンヘン、シュトゥットガルト |
| コレンドン航空ヨーロッパ (CXI)               | 季節運航：アムステルダム、ベルリン/テーゲル、ブレーメン、ケルン/ボン、デュッセルドルフ、グラーツ、フローニンゲン、ハンブルク、ハノーファー、カールスルーエ/バーデン＝バーデン、ライプツィヒ/ハレ、リンツ、ミュンスター/オスナブリュック、ニュルンベルク、パーダーボルン/リップシュタット、シュトゥットガルト (2019年8月13日運航開始)、ウィーン、チューリッヒ 季節運航・チャーター便：ブラチスラヴァ |
| コレンドン・オランダ航空 (CND)               | 季節運航：アムステルダム、ブリュッセル、フローニンゲン、マーストリヒト/アーヘン、ロッテルダム |
| キプロス航空 (CYP)                           | ラルナカ |
| イージージェット (EZY)                       | 季節運航：ベルリン/シェーネフェルト、ボルドー、ブリストル、エディンバラ、ロンドン/ガトウィック、ロンドン/ルートン、マンチェスター、ミラノ/マルペンサ、ナント、パリ/シャルル・ド・ゴール |
| イージージェット・スイス (EZS)               | 季節運航：ジュネーヴ |
| エーデルワイス航空 (EDW)                     | 季節運航：チューリッヒ |
| エリン航空 (ELB)                             | アテネ、テッサロニキ 季節運航：ベオグラード、カトヴィツェ、キエフ/ボルィースピリ、モスクワ/シェレメーチエヴォ、サントリーニ、サンクトペテルブルク、トビリシ、ワルシャワ/ショパン 季節運航・チャーター便：ミネラーリヌィエ・ヴォードィ |
| エンター・エアー (ENT)                       | 季節運航・チャーター便：カトヴィツェ、ワルシャワ/ショパン、ヴロツワフ |
| ユーロウイングス (EWG)                       | 季節運航：ベルリン/テーゲル、ケルン/ボン、デュッセルドルフ、ハンブルク、ハノーファー、ミュンヘン、ニュルンベルク、ザルツブルク、シュトゥットガルト、ウィーン |
| フィンエアー (FIN)                           | 季節運航：ヘルシンキ |
| フライワン (FIA)                             | 季節運航・チャーター便：キシナウ |
| イベリア・エクスプレス (IBS)                 | 季節運航：マドリード |
| Jet2.com (EXS)                               | 季節運航：ベルファスト国際、バーミンガム、イースト・ミッドランズ、エディンバラ、グラスゴー、リーズ/ブラッドフォード、ロンドン/スタンステッド、マンチェスター、ニューカッスル・アポン・タイン |
| ラウダ (LDM)                                 | 季節運航：デュッセルドルフ |
| ルフトハンザドイツ航空 (DLH)                 | 季節運航：フランクフルト、ミュンヘン |
| ルクスエア (LGL)                             | 季節運航：ルクセンブルク |
| ネオス (NOS)                                 | 季節運航：ベルガモ、ボローニャ、ミラノ/マルペンサ、ローマ/フィウミチーノ、ヴェローナ |
| ノルドスター (TYA)                           | 季節運航・チャーター便：モスクワ/ドモジェドヴォ |
| ノードウィンド航空 (NWS)                     | 季節運航・チャーター便：チェリャビンスク、カリーニングラード、カザン、クラスノダール、モスクワ/シェレメーチエヴォ、ニジニ・ノヴゴロド、ノヴォシビルスク、オムスク、ペルミ、ロストフ・ナ・ドヌー・プラトフ、サンクトペテルブルク、サマーラ、ウファ、ヴォロネジ、エカテリンブルク |
| ノルウェー・エアシャトル (NAX)               | 季節運航：コペンハーゲン、ヘルシンキ、オスロ/ガーデモエン、ストックホルム/アーランダ |
| ライアンエアー (RYR)                         | 季節運航：ベルガモ、ベルリン/テーゲル、ボローニャ、ミラノ/マルペンサ |
| ライアンエアー・サン (RYS)                   | 季節運航・チャーター便：カトヴィツェ、ポズナン、ワルシャワ/ショパン |
| スカイ・エクスプレス (SEH)                   | アテネ、コス、ロドス、ザキントス 季節運航：パロス |
| スカイアップ航空 (SQP)                       | 季節運航・チャーター便：キエフ/ボルィースピリ |
| スマートリンクス航空 (ART)                   | 季節運航・チャーター便：リガ |
| スマートリンクス航空エストニア (MYX)         | 季節運航・チャーター便：タリン |
| スマートウィングズ (TVS)                     | 季節運航：ブルノ、ブダペスト、デブレツェン、リール、オストラヴァ、パルドゥビツェ、プラハ、パリ/シャルル・ド・ゴール |
| スマートウィングズ・ポーランド (TVP)         | 季節運航・チャーター便：グダニスク、カトヴィツェ、ポズナン、ワルシャワ/ショパン、ヴロツワフ |
| スマートウィングズ・スロバキア (TVQ)         | 季節運航：ブラチスラヴァ |
| サンエクスプレス・ドイッチュラント (SXD)     | 季節運航：デュッセルドルフ、フランクフルト、ハノーファー、ライプツィヒ/ハレ、ミュンヘン、ニュルンベルク、シュトゥットガルト |
| サンドエアー (SDR)                           | 季節運航：ブレーメン (2019年9月2日運航開始)、ドレスデン、カッセル |
| スイス インターナショナル エアラインズ (SWR) | 季節運航：ジュネーヴ |
| トーマス・クック航空 (TCX)                   | 季節運航：バーミンガム、ブリストル、イースト・ミッドランズ、グラスゴー、ロンドン/ガトウィック、マンチェスター、ニューカッスル・アポン・タイン |
| トランサヴィア (TRA)                         | 季節運航：アムステルダム、アイントホーフェン、フローニンゲン、ロッテルダム |
| トランサヴィア・フランス (TVF)               | 季節運航：リヨン、ナント、パリ/オルリー |
| TUIエアウェイズ (TOM)                        | 季節運航：バーミンガム、ボーンマス、ブリストル、カーディフ、ドンカスター・シェフィールド、イースト・ミッドランズ、エクセター、グラスゴー、ロンドン/ガトウィック、ロンドン/ルートン、ロンドン/スタンステッド、マンチェスター、ニューカッスル・アポン・タイン、ノリッジ 季節運航・チャーター便：ダブリン                                                                                              |
| TUIフライ・ベルギー (JAF)                    | 季節運航：バーゼル/ミュールーズ、ブリュッセル、シャルルロワ、オーステンデ/ブルッヘ、ストラスブール |
| TUIフライ・ドイッチュラント (TUI)            | 季節運航：バーゼル/ミュールーズ、ケルン/ボン、デュッセルドルフ、フランクフルト、ハノーファー、ミュンヘン、ニュルンベルク、パーダーボルン/リップシュタット、ザールブリュッケン、シュトゥットガルト、ウィーン |
| TUIフライ・ネザーランド (TFL)                | 季節運航：アムステルダム、アイントホーフェン、フローニンゲン、ロッテルダム |
| ウラル航空 (SVR)                             | 季節運航・チャーター便：エカテリンブルク |
| ボロテア (VOE)                               | アテネ 季節運航：バーリ、マルセイユ、ナポリ、パレルモ、ヴェネツィア、ヴェローナ |
| ブエリング航空 (VLG)                         | 季節運航：バルセロナ、ローマ/フィウミチーノ |
| ウインドローズ航空 (WRC)                     | 季節運航・チャーター便：キエフ/ボルィースピリ |
| ウィズエアー (WZZ)                           | 季節運航：ブダペスト |
| ヤクーツク航空 (SYL)                         | 季節運航・チャーター便：モスクワ/ヴヌーコヴォ |

## 拠点空港・焦点空港としている航空会社
旅客便4社の内2社が拠点空港、もう2社が焦点空港としている。

### 拠点空港
- ブルーバード航空 (BBG)
- スカイ・エクスプレス (SEH)

### 焦点空港
- エーゲ航空 (AEE)
- エリン航空 (ELB)

## 統計
| 年     | 発着回数 | 旅客数      | 旅客数推移率 (%) |
| ------ | -------- | ----------- | ---------------- |
| 2001年 | 39,290回 | 5,046,726人 | -2.0             |
| 2002年 | 36,664回 | 4,791,729人 | -5.1             |
| 2003年 | 39,523回 | 4,833,507人 | +0.9             |
| 2004年 | 38,170回 | 4,712,508人 | -2,5             |
| 2005年 | 38,266回 | 4,932,911人 | +4.7             |
| 2006年 | 43,740回 | 5,345,652人 | +8.4             |
| 2007年 | 46,012回 | 5,438,369人 | +1.7             |
| 2008年 | 45,280回 | 5,437,068人 | -0.02            |
| 2009年 | 44,842回 | 5,052,840人 | -7.1             |
| 2010年 | 42,396回 | 4,907,337人 | -2.9             |
| 2011年 | 44,520回 | 5,292,687人 | +7.9             |
| 2012年 | 40,856回 | 5,076,329人 | -4.6             |
| 2013年 | 43,544回 | 5,792,429人 | +14.7            |
| 2014年 | 43,637回 | 6,024,958人 | +5.2             |
| 2015年 | 43,970回 | 6,057,355人 | +0.5             |
| 2016年 | 47,804回 | 6,742,746人 | +11.3            |
| 2017年 | 51,114回 | 7,336,783人 | +8.8             |
| 2018年 | 55,680回 | 8,098,465人 | +10.4            |

## その他
- ブルーバード航空はイラクリオン国際空港に本社を置いている[54]。
- 多くの場合旅客は航空会社からイラクリオン国際空港の滑走路の写真やビデオを撮影しないように要求される。これはイラクリオン国際空港がギリシャ空軍の基地としての役割も持っているからである。